# Podvinje (Słowenia)
Podvinje – wieś w Słowenii, w gminie Brežice. W 2018 roku liczyła 106 mieszkańców.